# Paweł Kukolnik
Paweł Kukolnik (ros. Павел Васильевич Кукольник; ur. 24 czerwca 1795 r. w Zamościu, zm. 3 września 1884 w Wilnie) – rosyjski profesor historii, poeta, pisarz i cenzor. Syn Bazylego, brat Nestora.
Od 1804 mieszkał w Petersburgu, gdzie samodzielnie przygotowywał się do egzaminów państwowych. Od 1810 do 1824 pełnił funkcję urzędnika państwowego w różnych ministerstwach w Petersburgu. Od 1824 mieszkał w Wilnie i wykładał jako profesor w Instytucie Historii i Statystyki Uniwersytetu Wileńskiego. Od 1830 do 1832 kierował biblioteką Uniwersytetu Wileńskiego. Po zamknięciu Uniwersytetu Wileńskiego w 1832, w latach 1833–1842 wykładał historię powszechną w tamtejszej Akademii Duchownej, a od 1844 w Seminarium Wileńskim. W pracy naukowej zajmował się historią Litwy. Ponadto w latach 1834–1842 nauczał języka rosyjskiego w Akademii Medycyny i Chirurgii w Wilnie. W latach 1851–1865 pracował jako cenzor. Realizował politykę rusyfikacji Litwy, choć jednocześnie popierał litewską tożsamość narodową.
Jest autorem wierszy i wierszowanej powieści Tri goda żyzni  [Три года жизни] (1834). Jego twórczość miała charakter religijny i dydaktyczny.